# 李賢 (永樂進士)
李賢，又名李贤祐，福建同安人，明朝官员、進士出身。

## 生平
永樂十八年，福建庚子乡试中舉。永樂二十二年，登甲辰科進士，授户部员外郎。